# Nonadecan
Nonadecan ist ein langkettiges, lineares Alkan. Es ist Bestandteil von Erdöl und daraus hergestelltem Diesel, kommt aber auch in Tieren und Pflanzen vor.

## Vorkommen

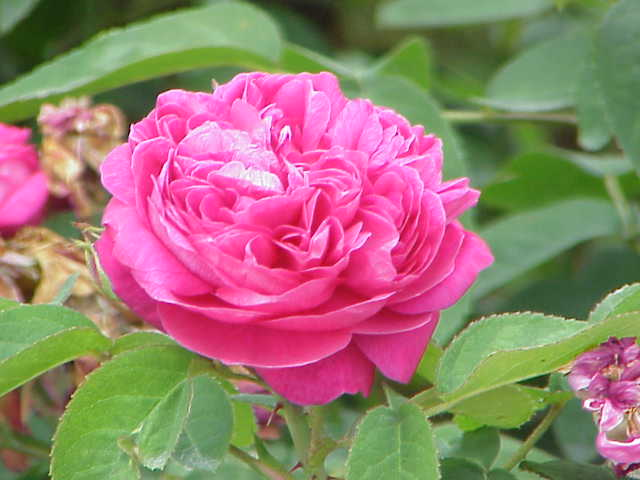
Das Öl aus Rosa damascena enthält Nonadecan

Nonadecan ist Bestandteil von Erdöl. Das Mineral Evenkit besteht überwiegend aus Alkanen. Deren Kettenlänge beträgt 19 bis 28. Hauptkomponente ist das Tricosan, Nonadecan ist eine Minderkomponente. Nonadecan ist außerdem ein Bestandteil des Wachses der Cuticula von Pflanzen. Deren Zusammensetzung unterscheidet sich stark zwischen Pflanzen, sowohl was den Anteil an Alkanen angeht, als auch deren Kettenlänge. Nonadecan macht im Allgemeinen einen geringen Anteil aus, Hauptkomponenten sind meist längere Alkane, beispielsweise Nonacosan. Nonadecan ist eine der Hauptkomponenten von Rosenöl aus Rosa damascena. Nonadecan kommt in den Dufour-Drüsen verschiedener Ameisenarten vor. Bei den Arbeitern der Art Messor capitatus ist es mit über 25 % neben dem Tridecan eine der Hauptkomponenten.

## Eigenschaften
Nonadecan ist ein brennbares Wachs, das in Wasser unlöslich, in Ethanol und Diethylether jedoch löslich ist. Der Flammpunkt beträgt 168 °C, mit Luft bildet es in einem Volumenbereich von 0,6 % bis 6,5 % explosionsfähige Gemische.

## Verwendung
Nonadecan ist ein Bestandteil von Dieseltreibstoff. Dieser enthält unter anderem Alkane, die meist eine Kettenlänge zwischen neun und 24 aufweisen.